# Conjunto universal
En matemáticas, principalmente en teoría de conjuntos y lógica de clases, un conjunto universal es un conjunto formado por todos los objetos de estudio en un contexto dado. Por ejemplo, en aritmética los objetos de estudio son los números naturales, por lo que el conjunto universal para este caso puede ser el conjunto de los números naturales N. Al conjunto universal también se le denomina conjunto referencial, universo del discurso o clase universal, según el contexto, y se denota habitualmente por U o V.
La elección de un conjunto universal se hace por conveniencia, para establecer una distinción clara entre los objetos matemáticos, todos ellos en el conjunto universal; y los conjuntos formados por dichos objetos, todos ellos subconjuntos del conjunto universal. Escogido un conjunto universal, para cada conjunto de objetos existe su complementario, que contiene todos los elementos que no están en dicho conjunto.
En teoría de conjuntos, los objetos matemáticos estudiados incluyen a los propios conjuntos. El conjunto universal abarcaría entonces, no solo objetos simples como números, sino también conjuntos de números, conjuntos de conjuntos de números, etc. Sin embargo, en este caso suponer la existencia de un conjunto universal lleva una contradicción conocida como la paradoja de Russell.

## Propiedades

El rectángulo se corresponde con un cierto conjunto universal U. El conjunto A ocupa el área delimitada por su contorno, y la superficie azul es su complementario A^{} : toda el área de U que no pertenece a A.

Una vez que se ha establecido un conjunto universal U de elementos de una cierta clase, se asume que todos los conjuntos A contienen elementos de esta clase, por lo que todos ellos son subconjuntos de U. Esto conlleva una serie de propiedades:
| - Todo conjunto A es subconjunto de U, A⊆ U. - La unión de un conjunto A con el conjunto universal U es igual a U: {\displaystyle A\cup U=U} - La intersección de un conjunto A con el conjunto universal resulta en el mismo conjunto A: {\displaystyle A\cap U=A} |

El conjunto universal es entonces el elemento absorbente de la unión y el elemento neutro de la intersección. Una vez definido un conjunto universal, puede definirse el conjunto complementario de otro, a partir de la operación de diferencia de conjuntos:
{\displaystyle A^{\complement }=U\setminus A}
Esto da lugar a las siguientes propiedades:
| El complemento del conjunto universal es el conjunto vacío, y viceversa: {\displaystyle U^{\complement }=\varnothing \ ,\ \varnothing ^{\complement }=U\,} |

## Clase universal
El concepto de conjunto universal se define como la colección de todos los objetos matemáticos en estudio, sin considerar a los propios conjuntos de objetos. Por ejemplo, al trabajar con los números reales, el conjunto universal es el conjunto de todos los números reales R, en el que no está incluido ningún conjunto de números reales, como el intervalo [0, 1] o los reales positivos R+.
En teoría de conjuntos, los objetos matemáticos en estudio son los propios conjuntos, siendo los elementos de estos cualesquiera objetos matemáticos u otros conjuntos incluso. En estas condiciones, no se puede definir un conjunto universal sin caer en una contradicción, debido a la paradoja de Russell. Si dicho conjunto V existiera, entonces estaría perfectamente justificada la existencia de la llamada clase de Russell como un subconjunto de este:
{\displaystyle R=\{x\in V:x{\text{ es un conjunto y }}x\notin x\}\subseteq V}
Puesto que la existencia de R es contradictoria, también lo es la de V. Además, un conjunto universal tendría algunas propiedades inusuales como:
{\displaystyle V\in V\ ,\ {\mathcal {P}}(V)=V\,,}
donde P(V) denota el conjunto potencia. Los axiomas habituales de la teoría de conjuntos evitan esta paradoja estableciendo una distinción entre conjuntos propiamente dichos y clases: colecciones de objetos que no necesariamente comparten todas las propiedades asociadas a los conjuntos. De este modo, V y R son clases pero no conjuntos. Otras teorías de conjuntos como NF sí permiten la existencia de un verdadero conjunto universal, a cambio de complicar los axiomas.